# Passadumkeag
Passadumkeag város az USA Maine államában, Penobscot megyében. Lakosainak száma 356 fő (2020. április 1.).

## Népesség
A település népességének változása:

| 2010 | 374 |
| 2020 | 356 |